# Máté Lajos (író)
Máté Lajos (Losonc, 1872. április 20. – Budapest, 1945. november 30.) reáliskolai tanár, cikkíró, költő, iskolaigazgató.

## Szakmai életútja
Máté Pál kézműves és Törek Julianna fiaként született Losoncon, ahol gimnáziumi tanulmányait jelesen végezte. 1891–1896 között a Budapesti Tudományegyetemen irodalmi, esztétikai és művészettörténeti tanulmányokat folytatott, modern nyelveket tanult. A magyar és latin irodalomból kitűnő minősítésű oklevelet szerzett 1896-ban, mindjárt megkezdte tanári pályáját, mint a Hajdúnánási Református Gimnázium rendes tanára. Hajdúnánáson mindössze egy évet tanított. 24 éves volt ekkor, de már korában a helyi lakodalmi szokásokat gyűjtötte. A következő évben állami szolgálatba lépett Erdélyben, Szepes megyében az Erzsébetvárosi Állami Főgimnázium rendes tanáraként. Az itt töltött 11 év alatt tanítói munkája mellett részt vett a város közéletében, kultúrmunkájában. Helyi lapokat szerkesztett, színházi kritikákat írt, a református egyház presbitere, a Tulipánszövetség titkára, a Torna- és Vívóegyesület művezetője volt. Kiváló tanári működésének elismerését bizonyítja, hogy 1903-ban, majd 1907-ben is tagja volt a tanári fegyelmi vizsgáló bizottságának. 1913-ban a székelyudvarhelyi és 1914-ben a karcagi református főgimnázium érettségi vizsgálatain kormánybiztos. Az első világháborúban népfelkelő százados. A koronás arany érdemkereszt a vitézségi érem szalagján és a háborús emlékérem tulajdonosa.
1924 novemberében a Kormányzó középiskolai igazgatói címmel tüntette ki. Tanári elfoglaltsága mellett foglalkozott az irodalommal is. Írt verseket, pedagógiai, irodalmi és nyelvészeti értekezéseket az óbudai Egyházi Élet című folyóiratba és különböző szaklapokba. Kiadta Vörösmarty Mihály válogatott kisebb költeményeit bevezetéssel és jegyzetekkel. Petőfi című 3 felvonásos történelmi színművét a Fővárosi Színház 1911-ben ismételten előadta. A háború előtt 3 évig vezette a munkásgimnáziumot Budapest III. kerületében. Az Alföldi Magyar Közművelődési Egyesületnek alapítása óta titkára, majd főtitkára, az Iskolaszanatórium Egyesületnek igazgatósági tagja, a Hadtörténeti Múzeum külső munkatársa. Ezek mellett egyik kiválósága a magyar gyorsírásnak. Már bölcselethallgató korában megszerezte a gyorsírótanári oklevelet, jegyzője, majd választmányi tagja a Gyorsíró Egyesületnek, ismételten díjat és elismerő oklevelet nyert a versenyeken. 1912-től szerkesztette a Gyorsírási Lapokat. Tevékenyen részt vett az 1913. évi nemzetközi gyorsírókongresszus előkészítésében. 1908 és 1931 között az Árpád Gimnázium magyar–latin szakos tanára volt, de gyorsírást és rajzoló geometriát is tanított. A Budapesti Philologiai Társaság, Országos Magyar Gyorsíró Egyesület rendes, Magyar Paedagogiai Társaság rendkívüli, Irodalomtörténeti Társaság, OKTE, Magyar Tanárok Nemzeti Szövetségének tagja 

## Legfontosabb publikációi
- „Petőfi“ 3 felvonásos történeti színmű. 1910. Kiadó: Rényi Károly[7][8]

- 1914-ben szerkesztette mint főhadnagy a somorjai fogolytábor tisztikara részére az ,,Őrzászlóalj“-at és írta annak egyes cikkeit.[9]